# Теллурид кальция
Теллурид кальция — бинарное неорганическое соединение
кальция и теллура с формулой CaTe,
кристаллы.

## Получение
- Восстановление теллурата кальция водородом:

{\displaystyle {\mathsf {CaTeO_{4}+4H_{2}\ {\xrightarrow {680^{o}C}}\ CaTe+4H_{2}O}}}
- Пропускание паров теллура над металлическим кальцием в токе водорода:

{\displaystyle {\mathsf {Ca+Te\ {\xrightarrow {500^{o}C}}\ CaTe}}}

## Физические свойства
Теллурид кальция образует кристаллы
кубической сингонии,
пространственная группа F m3m,
параметры ячейки a = 0,6358 нм, Z = 4.